# Dutch Birding
Dutch Birding is een internationaal georiënteerd tijdschrift, uitgegeven door de stichting Dutch Birding Association, dat beoogt op een wetenschappelijk verantwoorde wijze informatie te publiceren over in het wild voorkomende vogels. Het tijdschrift, dat in 1979 ontstond, richt zich - in volgorde van belang - op Nederland, België, West-Europa, het (West-)Palearctische gebied, het Aziatisch-Pacifische gebied en overige gebieden. Ooit begonnen als kwartaaltijdschrift, verschijnt Dutch Birding inmiddels sinds 1991 zes keer per jaar. Het aantal pagina’s in een jaargang bedraagt rond de 400 en per jaargang wordt een vergelijkbaar aantal kleurenfoto’s gepubliceerd.
De inhoud van het blad omvat in hoofdzaak de herkenning, verspreiding en het voorkomen van zeldzame en schaarse vogels, en de systematiek, taxonomie en naamgeving van vogels in het algemeen. Bijdragen kunnen ook betrekking hebben op algemenere soorten en op aspecten als gedrag, historie en bescherming. Het tijdschrift biedt een platform voor auteurs uit Nederland en andere landen om hun kennis en ervaringen te publiceren. Dutch Birding richt zich op ervaren vogelaars met specifieke interesse voor de aangegeven onderwerpen maar probeert deze onderwerpen voor een breed publiek toegankelijk te maken. Het tijdschrift publiceert in het Engels en Nederlands en zorgt dat zo veel mogelijk essentiële informatie voor niet-Nederlandstalige lezers toegankelijk is.